# Phasia singuliseta
Phasia singuliseta là một loài ruồi trong họ Tachinidae.